# من قوی هستم
من قوی هستم (به هندی: Main Balwaan) یا من پهلوان هستم فیلمی محصول سال ۱۹۸۶ و به کارگردانی موکول اس. آناند است. در این فیلم بازیگرانی همچون درمندرا، میتون چاکرابورتی، میناکشی سشادری، سورش اوبروی، راضا مراد، تج ساپرو، ریتا بهادری، اوتپال دوت، ساتیش شاه، جانی لور ایفای نقش کرده‌اند.